# Lobo Solitario (libro)
Lobo Solitario es una colección de 28 libros juego, escrita por Joe Dever e inicialmente ilustrada (números 1-8) por Gary Chalk. La serie comenzó a publicarse en julio de 1984 y se convirtió en uno de los libros juego más populares, llegando a venderse 9 millones de copias por todo el mundo. En España llegaron a editarse los primeros once números.
La historia se centra en el mundo imaginario de Magnamund, donde las fuerzas del bien y del mal luchan por controlarlo. El protagonista es Lobo Solitario, el último de una casta de monjes-guerreros conocidos como los Señores del Kai. Los libros están escritos en segunda persona y recorren las aventuras de Lobo Solitario como si el lector fuese el protagonista. Como Lobo Solitario, el lector debe elegir sus acciones según se desarrolla la historia, con sus consecuentes repercusiones sobre el curso y final de la aventura.
Cada libro de la serie puede ser leído/jugado por separado, pero fueron diseñados de tal modo que los conocimientos y los objetos adquiridos en episodios anteriores pueden ser conservados y utilizados en los posteriores. Cada libro tiene un objetivo único, aunque la trama lleva una correlación cronológica.
Aunque los libros dejaron de publicarse en 1998, al año siguiente se estableció un archivo de libre acceso en red (Proyecto Aon), que ha ido publicando en distintos formatos (HTML, ePub y PDF) toda la serie con permiso del autor. Por ello, ha surgido de nuevo un interés especial por Lobo Solitario, sobre todo en Italia, Francia y España, donde los libros fueron reeditados entre 2002-2006.
Existen diversas adaptaciones de Lobo Solitario, incluyendo juegos de Rol y juegos para dispositivos móviles. 
Lobo Solitario marcó un hito en el campo de los libros juego por permitir el desarrollo del protagonista a lo largo de la serie (otra famosa fue La Búsqueda del Grial, del autor J.H. Brennan). Su influencia se puede encontrar además en los videojuegos y en los juegos en red de fantasía.

## Sinopsis
Magnamund es un planeta en el universo de Aon, en el cual se centra una batalla entre las fuerzas del Bien (entre las que se cuenta Kai, el dios del Sol, e Ishir, la diosa de la Luna), y Naar, el dios maléfico de la Oscuridad.
Al noreste del continente más septentrional encontramos el reino de Sommerlund. Sus habitantes son seguidores devotos de Kai. Entre ellos se cuentan los señores del Kai o simplemente "el Kai". Poseen habilidades extraordinarias innatas y, por ello, son entrenados desde la infancia en el monasterio del Kai para defender Sommerlund frente a los esbirros de Naar.
Los campeones de Naar son los Señores de la Oscuridad, que habitan en las desoladas tierras oscuras, al oeste de Sommerlund. Su reino inhóspito les permite sobrevivir en Magnamund ya que, aunque son poderosos, se debilitan en su atmósfera natural. Obligados a permanecer en el destierro, los Señores Oscuros dirigen sus ejércitos de Drakkarim (humanos devotos de Naar), Giaks (humanoides creados en gran número), y otras criaturas detestables como los Vordaks (muertos vivientes con poderes psíquicos) y los Helgasts (muertos vivientes que pueden cambiar su apariencia a voluntad).
Un joven iniciado llamado Lobo Silencioso vive en el monasterio del Kai. El día de la fiesta de Fehmarn, cuando todos los Señores del Kai acuden a reunirse al monasterio, Lobo Silencioso es castigado por distraerse en clase y mandado al bosque a cortar leña. Mientras está fuera, un ataque sorpresa es lanzado por los Señores Oscuros sobre Sommerlund. El monasterio es asaltado y destruido, y todos los miembros del Kai asesinados. Lobo Silencioso corre hacia la batalla, pero choca con una rama de un árbol y cae inconsciente al suelo (en las novelas de Leyendas de Lobo Solitario se explica que la rama fue colocada por un espíritu llamado Alyss para salvar a Lobo Silencioso). Al despertar descubre que es el único superviviente. Por ello, cambia su nombre por el de Lobo Solitario y se dirige a la capital para informar al rey del ataque.
Los libros siguientes narran cómo dirige el contraataque para repeler la invasión. Junto con los aliados de Durenor, el ejército de Sommerlund persigue y captura a los traidores. También sobrevive a los planes para destruir completamente al Kai. Al final de la primera parte de la serie, Lobo Solitario recupera el Libro del Magnakai, un tratado antiguo que contiene toda la sabiduría perdida de los primeros Señores del Kai. Tras la masacre, y siendo Lobo Solitario solo un iniciado, se pensaba que los conocimientos se perderían irremediablemente.
La segunda parte de la serie narra las aventuras de Lobo Solitario aprendiendo a convertirse en todo un Maestro del Kai. El Libro, sin embargo, es muy antiguo y está incompleto. Para perfeccionar sus conocimientos y entrenar a una nueva generación de Señores del Kai, Lobo Solitario debe recorrer los caminos de "Águila del Sol", el primer Señor del Kai y autor del Libro del Magnakai. Águila del Sol buscó la sabiduría del Kai en las Piedras de la Ciencia de Nyxator, siete esferas repartidas por todo el Norte de Magnamund. Tan pronto como inicia su búsqueda estalla de nuevo la guerra. Los Señores Oscuros se han unido en torno a un único líder y se apresuran a derrotar al Magnakai de una vez por todas. Lobo Solitario alcanzará su misión a través de reinos devastados por la lucha, e incluso más allá de Magnamund. Finalmente, entrará en la capital de los Señores Oscuros, Helgedad, y los vencerá.
La tercera parte, la del Gran Maestro, introduce la restaurada orden de los Señores del Kai. Tras la destrucción de los Señores Oscuros, Naar y sus esbirros se ven obligados a abandonar la lucha directa y buscan otros medios para dominar el planeta, frecuentemente centrándose directamente en Lobo Solitario, pues es el eje de las fuerzas de la Luz.
La cuarta etapa, La Nueva Orden, nos presenta a un nuevo protagonista, Halcón Negro o Falco Nero, un Gran Maestro de la Segunda Orden del Kai y discípulo de Lobo Solitario, que ahora es Maestro Supremo. Gran parte de la serie gira en torno a los intentos de los seguidores de Naar para utilizar el poder de Agarash el Maldito, el más grande de los servidores de Naar y predecesor de los Señores Oscuros. Por ello, explorarán el Sur de Magnamund, donde tenía Agarash su imperio.

## Libros publicados

### Libros juego
Autor Joe Dever. 
Entre paréntesis los títulos editados en español.
La saga del Kai
1. Flight from the Dark (Huida de la oscuridad).
2. Fire on the Water (Fuego sobre el agua)
3. The Caverns of Kalte (Las cavernas de Kalte)
4. The Chasm of Doom (El abismo maldito)
5. Shadow on the Sand (El desierto de las sombras)
La saga del Magnakai
6. The Kingdoms of Terror (La piedra de la ciencia)
7. Castle Death (Muerte en el castillo)
8. The Jungle of Horrors (La jungla de los horrores)
9. The Cauldron of Fear (El caldero del miedo)
10. The Dungeons of Torgar (Las mazmorras de Torgar)
11. The Prisoners of Time (Prisioneros del tiempo)
12. The Masters of Darkness (Los Señores de la Oscuridad)
La saga del Gran Maestro
13. The Plague Lords of Ruel (Los Señores de la Plaga de Ruel)
14. The Captives of Kaag (Los Cautivos de Kaag)
15. The Darke Crusade (La Cruzada de Darke)
16. The Legacy of Vashna (El Legado de Vashna)
17. The Deathlord of Ixia (El Señor Oscuro de Ixia)
18. Dawn of the Dragons (Amanecer de los Dragones)
19. Wolf's Bane
20. The Curse of Naar
La saga de la Nueva Orden
21. Voyage of the Moonstone
22. The Buccaneers of Shadaki
23. Mydnight's Hero
24. Rune War
25. Trail of the Wolf
26. The Fall of Blood Mountain
27. Vampirium
28. The Hunger of Sejanoz

### Novelas

#### Leyendas de Lobo Solitario
Autor: John Grant - bajo el seudónimo de Paul Barnett
1. Eclipse of the Kai
2. The Dark Door Opens (basado en Flight from the Dark)
3. The Sword of the Sun (basado en Fire on the Water)
4. Hunting Wolf (basado en The Caverns of Kalte)
5. The Claws of Helgedad
6. The Sacrifice of Ruanon (basado en The Chasm of Doom)
7. The Birthplace (basado en Shadow on the Sand)
8. The Book of the Magnakai (basado en Shadow on the Sand)
9. The Tellings
10. The Lorestone of Varetta (basado en The Kingdoms of Terror)
11. The Secret of Kazan-Oud (basado en Castle Death)
12. The Rotting Land (basado en The Jungle of Horrors)

### Juego de rol
(autor: August Hahn)
1. The Lone Wolf
2. The Darklands (módulo de aventura)
3. Magic of Magnamund (módulo de aventura)
4. Dawn of Destruction (módulo de aventura)
5. Blood Moon Rising (módulo de aventura)[1]

### Otros
1. The Magnamund Companion (un atlas sobre el universo de Lobo Solitario)
2. The Skull of Agarash (historieta)
3. Lone Wolf Poster Painting Book (por Gary Chalk)

## Videojuegos
Tres juegos de ordenador se publicaron durante la década de los 80 con la licencia de Lone Wolf. Los dos primeros, publicado por Hutchinson, fueron adaptaciones de los dos primeros libros , mientras que en el tercero titulado Mirror of the Death (de Audiogenic software), aparece una historia original. El juego fue bien recibido por varias revistas especializadas.
La compañía italiana Forge Reply publicó en 2013, inicialmente sólo para iOS, el videojuego 
Joe Dever's Lone Wolf con la licencia de Joe Dever. El juego se basa en una historia original y combina los elementos de un libro juego con combate en tiempo real en 3D. Posteriormente se ha publicado una versión para Android, para PC (a través de Steam) y para PlayStation 4.

## Opiniones
Los libros fueron publicados entre 1984 y 1998 en 30 países, traducidos a 18 lenguas, y se vendieron 9 millones de copias por todo el mundo. De los primeros 20 números se editaron una media de 25.0000 copias.
La crítica fue muy positiva. Tres libros obtuvieron el premio «Libro juego del año» entre 1985 y 1987. La serie también recibió en 1991 el premio «All Time Great» de la sociedad Gamemaster International. Se destacó la narrativa descriptiva utilizada por Dever; y el hecho de que los libros formaban un conjunto cohesionado, y que podían ser jugados como una historia continua, con personajes que reaparecían a lo largo del tiempo.
De todos modos, los libros también han recibido críticas negativas. La dificultad desigual para completar las aventuras, con batallas muy fáciles o difíciles, que se atribuía a la adquisición de la Espada del Sol (Sommerswerd) en el segundo libro. La posesión de este objeto mejoraba posteriormente de manera notable las habilidades en el combate si se había completado esta aventura. Además, los personajes de Lobo Solitario comenzaban las aventuras con diferentes niveles, dependiendo de su desarrollo o no en anteriores números. Ello influía sobre el hecho de que los libros se podían jugar como un conjunto o por separado. Algunos críticos añadían que el sistema de combates era muy simple, y que éstos perdían parte de su carácter épico, por lo que se crearon suplementos "no oficiales" adaptados a las reglas de la lucha. 
Algunas historias estaban demasiado dirigidas, con un desarrollo argumental lineal, obligando al lector a resolver los problemas en un único sentido. Esta característica era menos marcada en libros más centrados en exploraciones que en argumentar una historia.

### Aficionados
Los aficionados de habla española se agrupan principalmente en torno al Proyecto Aon Español que dispone de un foro en esta lengua. Este grupo publicó inicialmente todos los libros editados en español, con la autorización del autor, siguiendo los pasos del proyecto en lengua inglesa. A partir de agosto de 2012 ha empezado a publicar traducciones realizadas por voluntarios de los libros de la saga que jamás fueron editados en español. 
También se pueden encontrar en la red páginas dedicadas a los libros juego en general y a Lobo Solitario en particular .